# 愛德華·費根鮑姆
愛德華·阿爾伯特·費根鮑姆（英語：Edward Albert Feigenbaum，1936年1月20日—），生於美國新澤西州，計算機科學家，專長於人工智能，經常被人稱為專家系統之父。為1994年圖靈獎得主。

## 生平
費根鮑姆出生在新澤西州，一個猶太人家庭中。1956年在卡內基技術學院（今卡內基梅隆大學的前身）取得學士學位，1960年取得博士學位，指導教授為赫伯特·西蒙。在他的博士論文中，費根鮑姆建立了EPAM，第一個模仿人類學習能力的電腦系統。 2011年, 費根鮑姆因其在人工智能和智能系统上的显著贡献而入选IEEE Intelligent Systems'人工智能'名人堂。
2012年, 他因其在人工智能和專家系統上的创举工作而成为计算机历史博物馆研究员。

## 参照
1. ↑  . IEEE Intelligent Systems. July 2011, 26 (4): 5–15  [2018-04-03]. ISSN 1541-1672. doi:10.1109/mis.2011.64. （原始内容存档于2018-06-20）.
2. ↑  . DigitalJournal.com. 2011年8月24日  [2011年9月18日]. （原始内容存档于2019-03-31）.  Press release source: PRWeb (Vocus).
3. ↑  . Computer History Museum.   [2013-05-23]. （原始内容存档于2013-05-09）.